# Eugenia vernicosa
Eugenia vernicosa är en myrtenväxtart som beskrevs av Otto Karl Berg. Eugenia vernicosa ingår i släktet Eugenia och familjen myrtenväxter. Inga underarter finns listade i Catalogue of Life.